# Thecla polybe
Thecla polybe är en fjärilsart som beskrevs av Carl von Linné 1763. Thecla polybe ingår i släktet Thecla och familjen juvelvingar. Inga underarter finns listade i Catalogue of Life.